# 孔官堂
株式会社孔官堂（こうかんどう）は、大阪府大阪市福島区海老江に本社を置く、線香の製造販売をおこなう老舗。1883年（明治16年）創業。

## 会社概要
創業者の増田金兵衛が、1883年（明治16年）に大阪市西区阿波座にて「増田孔官堂」を開業。今日まで、主に線香の製造を専業としており、かぐや姫マークの登録商標でその名を知られる。
同社の代表的製品「仙年香」、「松竹梅」、「蘭月」は、それぞれが世代を超えて愛されているベストセラーブランド。同社の販売する線香は「香りよい、使いよい、こころ温まるお線香」としてその名を知られている。
2019年（令和元年）5月8日より、ろうそく業界最大手のカメヤマの子会社となる。
また、一貫してお線香の技術革新にも取り組んでおり、生活習慣の変化に合わせた、「けむりの少ないお線香」「灰が少なく、散らばりにくいお線香」等の開発を行っている。

## 商品
- 松竹梅
  - 松竹梅そよ
  - 特撰松竹梅
- 仙年香
  - 新仙年香
  - 特撰仙年香
- 蘭月
  - 新蘭月
  - 微香蘭月
  - 特撰蘭月
- 薫風使
  - 白檀 薫風使
  - 沈香 薫風使
- 花月シリーズ
  - 白檀 花月
  - 微香 花月
- 自然派シリーズ
  - 自然派フリージア
  - 自然派ライラック
  - 自然派ゆり
  - 自然派白檀
  - 自然派レモングラス
- 香りの記憶シリーズ
  - 香りの記憶 珈琲
  - 香りの記憶 蜜柑
  - 香りの記憶 チョコレート

## 広告・宣伝
1990年代までTBS系で、昼前に放送されていた「JNNニュース」を中心に民放の番組で、人形アニメーションを使ったCMを制作・放映していた。

## 備考
東京・銀座に本社を置く日本香堂は、元々は同社が福井県、岐阜県、三重県以東の東日本地区を管轄する目的で設立された「孔官堂 東京出張所」を1942年（昭和17年）に法人改組した「東京孔官堂」をその祖とする。
東京孔官堂の代表者、小仲正規は、元々1920年（大正9年）に孔官堂へ入社、その後1929年（昭和4年）に上京し、東京孔官堂を設立すると共に、第二次世界大戦終結後、戦没者の供養の場が増え、需要が増えると踏んだ小仲は、神奈川県鎌倉市の線香製造老舗・鬼頭天薫堂より「毎日香」の商標を譲り受け、1947年(昭和22年）より、同「毎日香」の製造販売を開始。これが日本香堂ならびに線香業界に於いて、最大のヒット商品となった。この結果、1965年（昭和40年）に親会社であった、当社との関係が決裂。分離独立という形で現在に至る。